# Inertia (The Exies)
Inertia è il secondo album degli Exies, pubblicato il 7 gennaio 2003. Il video del primo singolo estratto, 'My Goddess', è stato diretto dalla regista Diane Martel. Nel video, la band suona mentre il traffico le sfreccia accanto a 70 mph. Il video è stato girato sulla Highway 2 di Los Angeles, nell'autunno del 2002.
È il loro album di maggior successo, avendo venduto insieme a Head for the Door 400 000 copie.

## Tracce
1. My Goddes – 2:49
2. Without – 3:30
3. Can't Relate – 3:05
4. Kickout – 3:21
5. No Secrets – 2:48
6. Inertia – 3:26
7. Creeper Kamikaze – 3:21
8. Calm & Collapsed – 3:00
9. Lo-Fi – 3:03
10. Irreversible – 3:03
11. Genius – 3:46

### Japan Bonus Tracks
1. Supernatural – 3:03
2. Cut Me Free – 6:01